# オオベニシジミ
オオベニシジミ（Lycaena dispar）は、シジミチョウ科に属するチョウの一種。チョウセンベニシジミという和名でも知られる。

## 分布
西ヨーロッパからアジアの温帯地域、朝鮮半島からロシアのアムール州まで分布する。分布域は広いが不連続であることが知られる。主として湿地環境に依存する種であり、湿地が衰退傾向にあるヨーロッパ西部の多くの地域で絶滅が危惧されている。イギリスでは1860年代に絶滅し、その後、長年にわたって再導入が試みられているが、長期の定着には成功していない。一方で、ヨーロッパ東部の個体群はおおむね安定しており、ヨーロッパにおける分布の北限にあたるエストニアやフィンランドのほか、韓国でも分布の拡大が報告されている。

## 形態
成虫は性的二型を示す。メス成虫は前翅表に黒い斑紋を有し、色はベニシジミ Lycaena phlaeas のものと似る。一方、オス成虫は一般に翅表に斑紋をほとんどもたず、より赤みのつよい鮮やかな色を呈する。

## 生態
分布域のひろい昆虫は、地域によって化性（英語: voltinism）や食草範囲などの生態が異なる場合がおおく、本種も例外ではない。ヨーロッパでは、オランダや、イギリスの再導入個体群においては一化性が、ドイツやフランスなどおおくの地域では二化性を示し、より温暖な地域では年三化が可能である可能性もあるという。
幼虫の食草としてはRumex hydrolapathum などの、スイバ属 Rumex に属する複数種が記録されているが、こちらも地域によって差異が見られる。エストニアと韓国の個体群では、スイバ R. acetosa が幼虫の食草として不適であったことが報告されている。

## ギャラリー

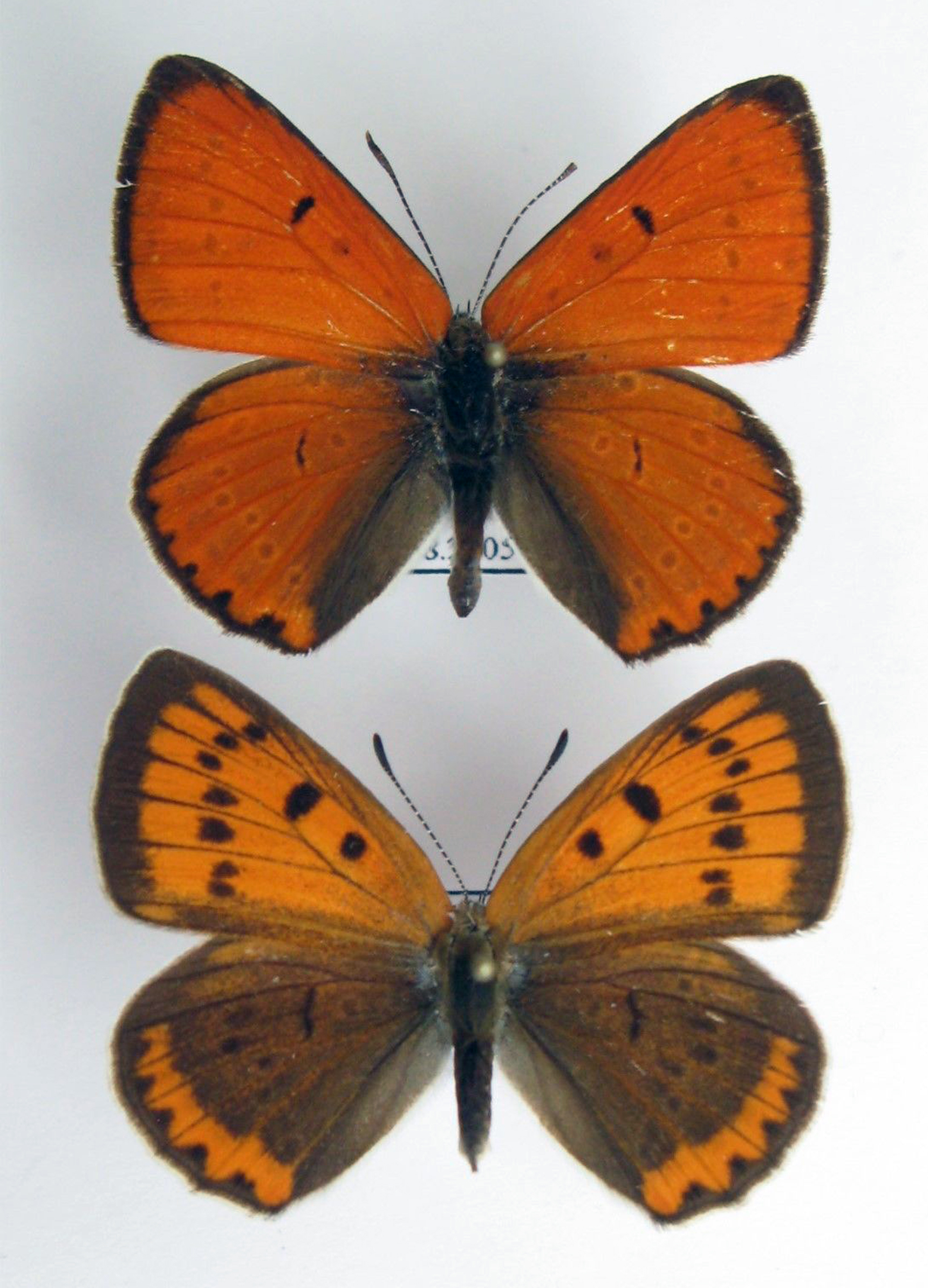
成虫展翅標本, 上：♂, 下：♀
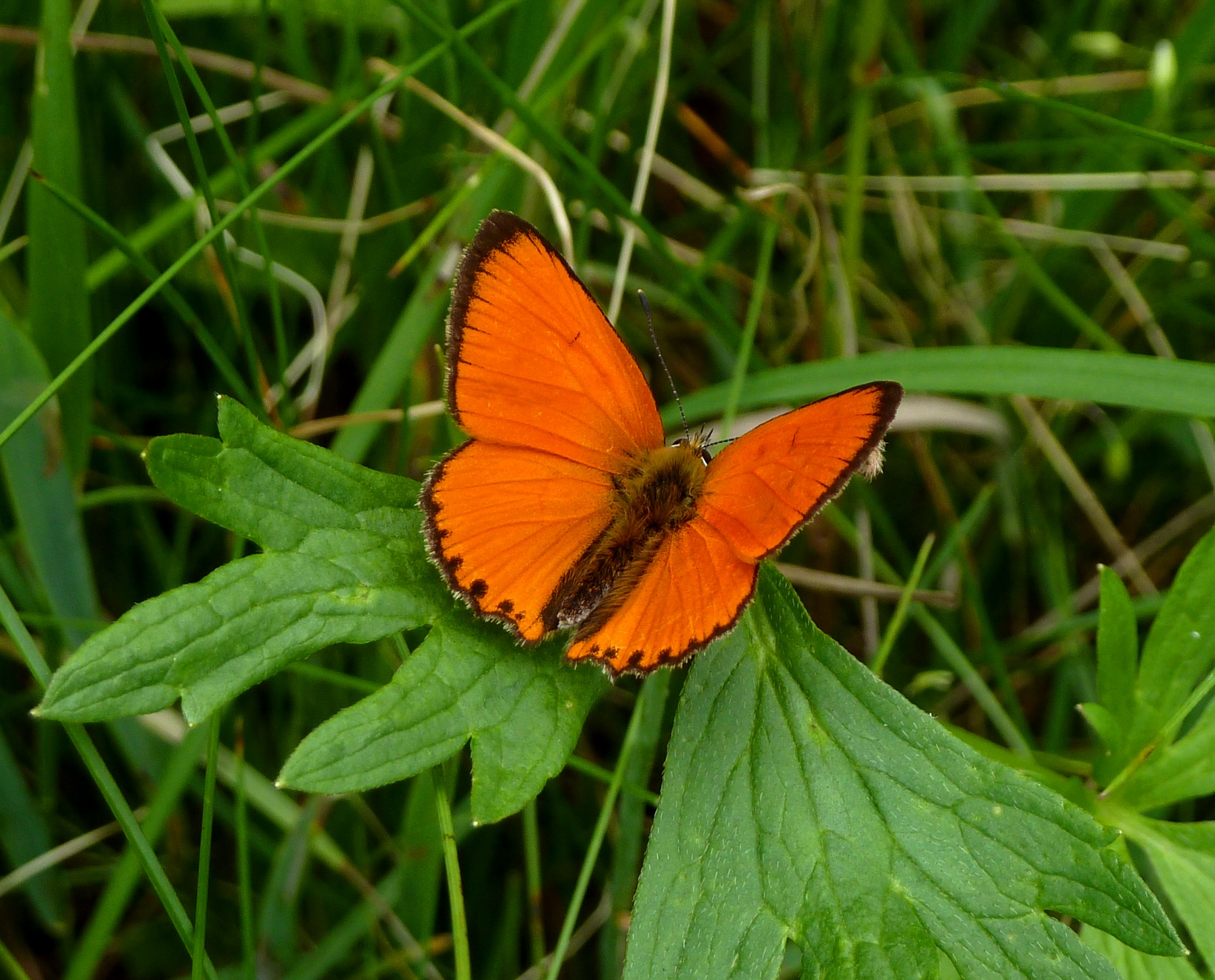
♂成虫, チェコ
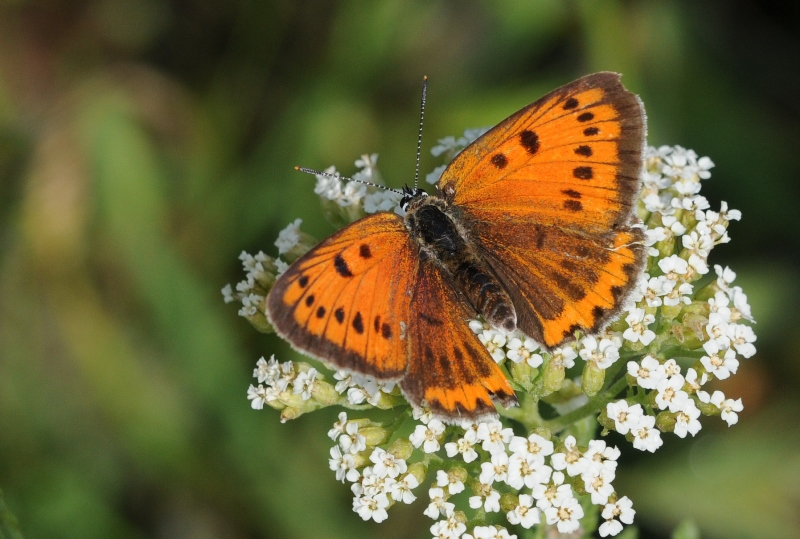
♀成虫, トルコ

### 和文
- 五十嵐, 邁、福田, 晴夫『アジア産蝶類生活史図鑑 I』東海大学出版部、1997年。ISBN 978-4-486-01325-9。

- Shiraiwa, Kojiro (1996-2021). “ベニシジミ亜科（Lycaninae）のページ”. ぷてろんワールド. 2021年9月18日閲覧。

- 松村, 松年『日本昆虫大図鑑』刀江書院、1935年。doi:10.11501/1848949。

### 英文
- Eeles, Peter (2002-2021). “Large Copper Lycaena dispar”. UK Butterflies. 2021年9月22日閲覧。

- Gimenez Dixon, M (1996), “Lycaena dispar”, The IUCN Red List of Threatened Species 1996: e.T12433A3347854., doi:10.2305/IUCN.UK.1996.RLTS.T12433A3347854.en

- Kim, Seong-Hyun; Hong, Seong-Jin; Lee, Young-Bo; Park, Hae-Chul; Je, Yeon-Ho (2011). “Physiological characteristics of the Large Copper butterfly, Lycaena dispar (Lepidoptera: Lycaenidae)”. International Journal of Industrial Entomology 23 (2):  215-221. doi:10.7852/ijie.2011.23.2.215. ISSN 2586-4785.

- Lindman, Ly; Remm, Jaanus; Saksing, Kristiina; Sõber, Virve; Õunap, Erki; Tammaru, Toomas (2015). “Lycaena dispar on its northern distribution limit: an expansive generalist”. Insect Conservation and Diversity 8 (1):  3-16. doi:10.1111/icad.12087.

- Pullin, Andrew S.; Bálint, Zsolt; Balletto, Emilio; Buszko, Jarosław; Coutsis, John G.; Goffart, Philippe; Kulfan, Miroslav; Lhonore, Jacques E et al. (1998). “The status, ecology and conservation of Lycaena dispar (Lycaenidae: Lycaenini) in Europe”. Nota lepidopterologica. 21 (2):  94-100. ISSN 0342-7536.